# 克拉波梅尼勒
克拉波梅尼勒（法語：Crapeaumesnil，法語發音：[kʁapomenil]）是法国瓦兹省的一个市镇，属于贡比涅区。

## 地理
克拉波梅尼勒（49°38'26"N, 2°47'54"E）面积4.82 平方千米，位于法国上法蘭西大區瓦兹省，该省份为法国北部内陆省份，北起索姆省，西接厄尔省和滨海塞纳省，南至塞纳-马恩省和瓦兹河谷省，东临埃纳省。
与克拉波梅尼勒接壤的市镇（或旧市镇、城区）包括：阿米、弗雷尼耶尔、伯夫赖涅。
克拉波梅尼勒的时区为UTC+01:00、UTC+02:00（夏令时）。

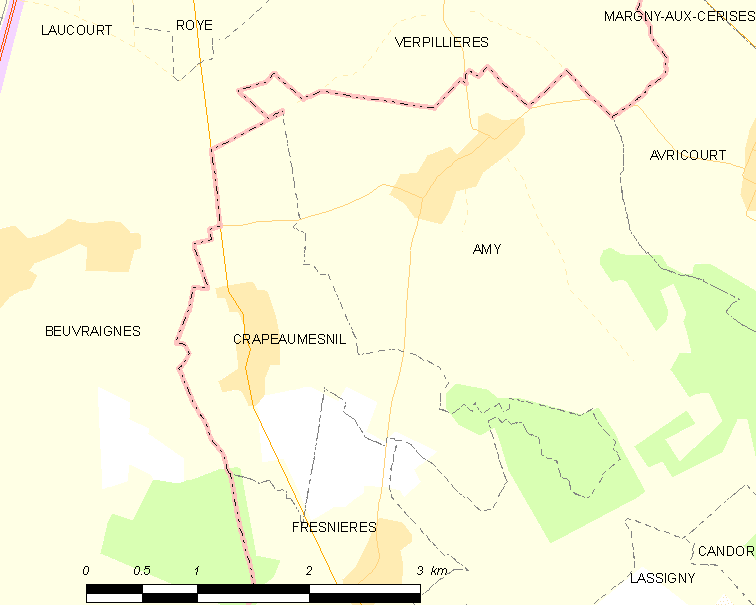
克拉波梅尼勒的OSM定位图

## 行政
克拉波梅尼勒的邮政编码为60310，INSEE市镇编码为60174。

## 政治
克拉波梅尼勒所属的省级选区为图罗特县。

## 人口

1962-2008年间克拉波梅尼勒人口变化图示

克拉波梅尼勒于2022年1月1日时的人口数量为220人。